# Emma Haruka Iwao
Emma Haruka Iwao (en japonès 岩尾エマはるか) és una informàtica teòrica japonesa i desenvolupadora de programació en el núvol per Google. L'any 2019, Haruka Iwao va calcular el valor del nombre π amb la major aproximació aconseguida fins al moment; aconseguint els 31,4 bilions de dígits, superant per molt l'anterior rècord de 22 bilions.

## Origen i formació
Des de nena, Iwao es va interessar pel número pi. Va trobar inspiració en matemàtiques japoneses com Yasumasa Kanada. Va estudiar informàtica a la Universitat de Tsukuba, on va tenir com a professor Daisuke Takahashi. Va ser guardonada amb el premi Dean a l'Excel·lència l'any 2008, abans de començar la seva carrera en computació. El seu treball de final de màster tractava sobre sistemes informàtics d'alta versatilitat. Després de graduar-se, Iwao va exercir diferents treballs com a enginyera del programari, treballant per Panasonic, GREE i Red Hat.

## Carrera professional
Iwao es va unir a Google com a Cloud Developer Advocate l'any 2015. Inicialment, va treballar per Google a Tòquio, per mudar-se posteriorment a Seattle l'any 2019. Iwao ofereix cursos sobre l'ús del Google Cloud Platform (GCP), així com també dona suport als desenvolupadors d'aplicacions. Treballa per fer que la informàtica al núvol accessible per tothom, creant cursos online i materials d'aprenentatge.
El març de 2019 Iwao va calcular el valor del nombre π amb 31,4 bilions de dígits, utilitzant 170 terabytes (TB) de dades. El càlcul va usar un programa multifil anomenat y-cruncher usant més de 25 ordinadors simultàniament durant 121 dies.